# Máximo Theulé
Máximo Augusto Theulé (Morón, 29 de diciembre de 1915-Buenos Aires, 18 de junio de 1998) fue un pintor y docente argentino, discípulo de Emilio Pettoruti. Su obra, inscrita dentro del cubismo y de la pintura metafísica, se caracterizó por el uso de planos geométricos y el uso de transparencias.

## Biografía
Nacido en Morón, provincia de Buenos Aires, era sobrino de Julio Rinaldini (1890-1968), destacado crítico de arte y ensayista argentino de la primera mitad del siglo XX, que escribía para los principales medios periodísticos como La Nación y El Mundo  y que fue una inspiración directa en el descubrimiento de su vocación de artista plástico.
Theulé se vio influenciado por el movimiento cultural impulsado por artistas vinculados a la revista Martín Fierro —Emilio Pettoruti (1892-1971), Xul Solar (1887-1963) y Norah Borges (1901-1998)— también llamado Grupo Florida. Exploró las primeras etapas su vocación de artista  mientras trabajaba en la industria metalúrgica TAMET. Se trasladó a París para iniciar sus estudios de Arte. En 1952, ya de vuelta en Argentina, continuó su formación en el taller de Emilio Pettoruti, donde adoptó los principios del cubismo y consolidó su estilo.Theulé se consideró siempre deudor de Emilio Pettoruti, manifestando abiertamente su filiación artística con el maestro argentino. Esta influencia se hizo explícita en obras como Homenaje a Pettoruti (1962, óleo 0.89x1.29 m), presentada en el Salón Nacional de Artes Plásticas, donde reinterpretó los principios del cubismo pettorutiano. La relación maestro-discípulo con Pettoruti fue fundamental en su trayectoria. Como señaló el crítico González Tuñón en Clarín:
Theulé lleva al lienzo su admiración por Pettoruti sin caer en lo mimético, sino recreando el lenguaje geométrico del maestro con sello propio.

### Docencia
En 1957 ganó por concurso las cátedras de Pintura y Dibujo en las Escuelas de Artes Prilidiano Pueyrredón y Manuel Belgrano, donde ejerció hasta 1985. Como docente en la Escuela Nacional de Bellas Artes Prilidiano Pueyrredón (1958-1985), influyó en una generación de artistas.

## Obra

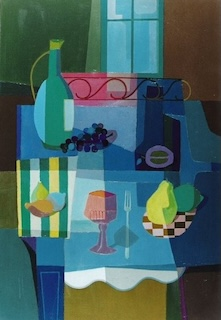
Mesa de desayuno en plano rebatido, con uso marcado de transparencias. Toda la composición está entonada en azul, característica repetida en la pintura de Theulé.

Theulé exploró el cubismo en sus primeras obras (ej: Naturaleza Muerta, 1953), evolucionando hacia un estilo de pintura metafísica con sombras invertidas y formas geométricas (ej: Tríptico Místico, 1970).
Theulé fue parte de la generación que consolidó el cubismo en Argentina, junto a Julio Barragán y Joaquín Torres-García.  Su enfoque le hizo decir a Cordova Iturburu:
La pintura de Theulé revela una madurez que se manifiesta tanto en la dignidad de su oficio como en la sedimentación expresiva de un espíritu de caracteres personales. Discípulo de Emilio Pettoruti, su obra se beneficia con las resultantes de esa severidad profesional en que consiste la enseñanza esencial del gran maestro. Orientado asimismo en el rumbo constructivo, el régimen de las composiciones impecables da fundamentación geometrizante, se une en las pinturas de Theulé a la joyante dignidad de las gamas, de los tonos y de las superficies.

### Exposiciones destacadas
- 1954: Participó en la exposición colectiva "La primavera en Plástica" en la Galería Plástica Galería del Este (Florida 588, Buenos Aires), junto a artistas como Antonio Berni, Spilimbergo, Carlos Alonso, Castagnino, Soldi, Victorica y otros.[8]
- 1966: Retrospectiva en el Museo de Arte Moderno de Buenos Aires.[9]
- 1962: "Pintura" expositor en el Transatlántico “Río Tunuyán” Buenos Aires-New York.[10]
- 1972: "Tríptico" LXI Salón Nacional de Artes Plástica.[11]
- 1982: Homenaje a Vicente Forte (Salón Nacional de Bellas Artes).[12]

### Exposiciones internacionales
En 1970, Theulé participó en el Grand Prix International d'Art Contemporain del Principado de Mónaco, celebrado en el Palais des Congrès bajo el patronazgo del príncipe Rainiero III y la princesa Grace. La exposición, organizada con el apoyo del Consejo Municipal de Mónaco y la UNESCO, incluyó a seis artistas argentinos. Theulé presentó la obra Peinture (n° 139), que posteriormente ingresó a la colección permanente de la UNESCO.

## Premios
- 1961: Premio Mención, Salón de Arte de Mar del Plata.[14]
- 1963: Premio Adquisición, Salón de Córdoba de pintura y grabado. Museo Provincial de Bellas Artes. Emilio A Caraffa.[15]
- 1968: Premio Salón Pintura 1968, Salón Concejo Deliberante de la Municipalidad de Morón .[16]
- 1971: Premio Mención Asociación Estímulo, Salón Nacional de Artes Plásticas.[17]
- 1978: Premio "Laura Bárbara de Díaz", Salón Nacional de Artes Plásticas.[18]
- 1982: Premio “Fundación Banco Mayo-Homenaje a Vicente Forte”, LXXI Salón Nacional de Bellas Artes.[19]
- 1993: Medalla del Café Tortoni a personalidades culturales.[20]